# 竹島之日

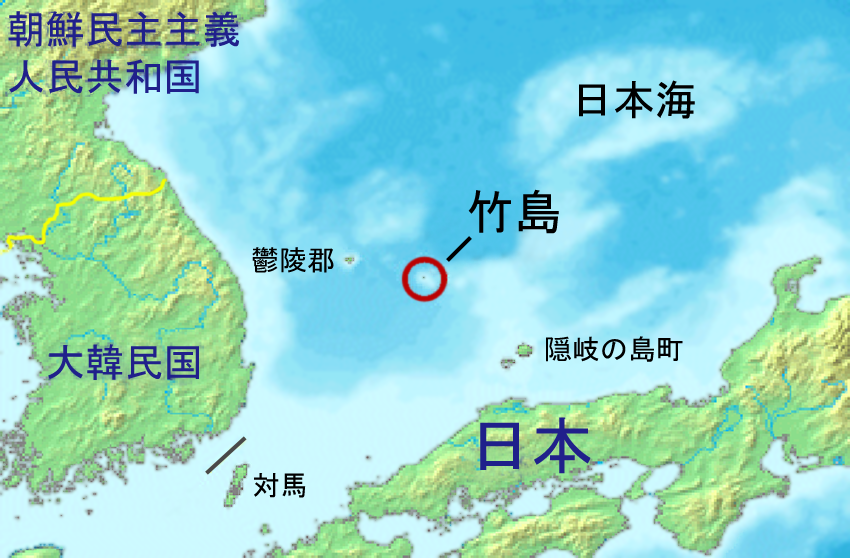
日本和韓國爭議的竹島

竹岛之日（日语：／ Takeshimanohi）是岛根县根据該縣条例而制定的纪念日，定于每年的2月22日。

## 概要

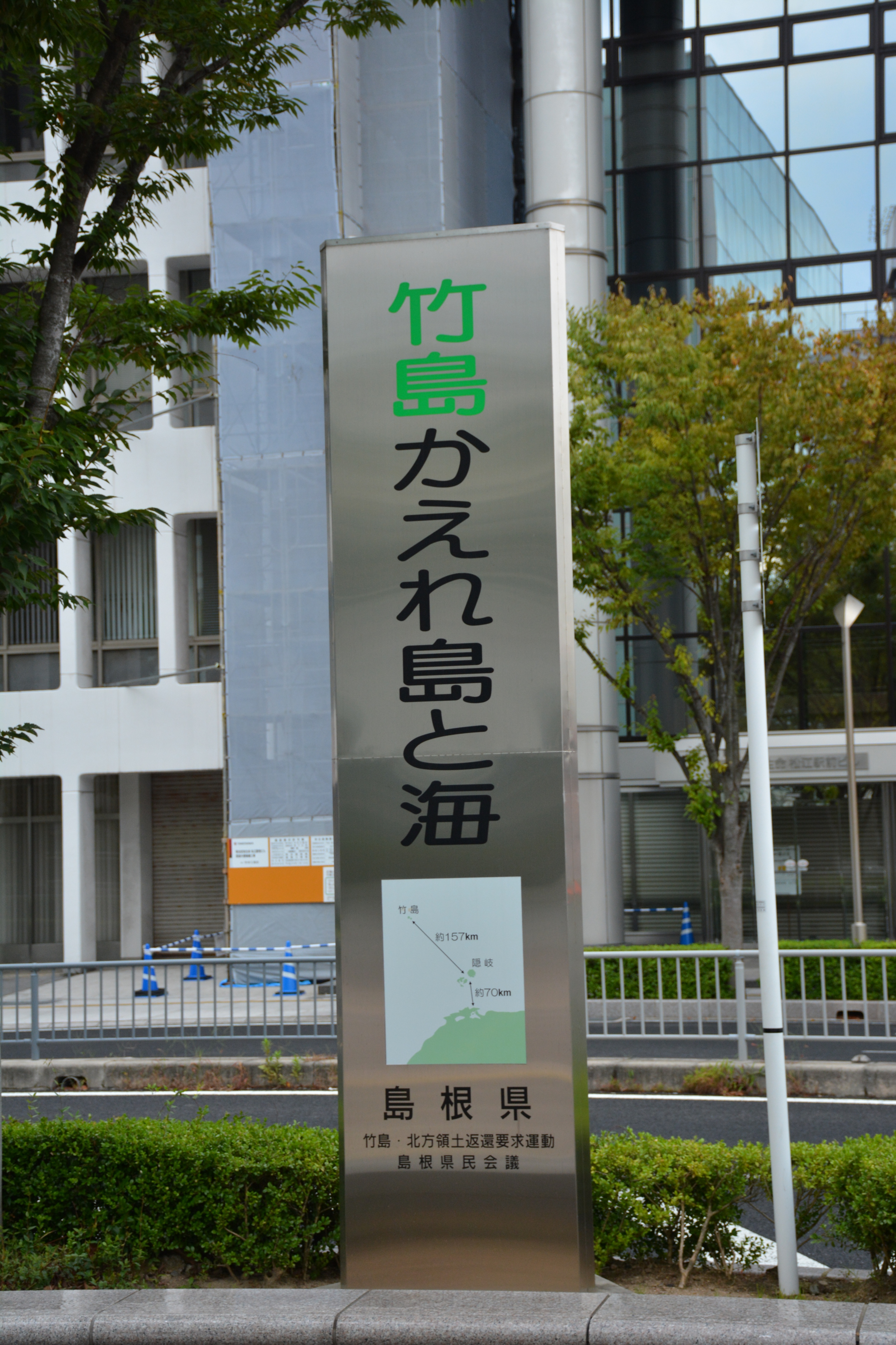
位于岛根县的"竹岛之日"宣传电子板

竹岛日是根据“竹岛日设立条例”（岛根县令第36号，2005年3月25日）于2005年设立的。
1905年1月28日，日俄战争期间，位于岛根县隐岐郡冲之岛町的竹岛经内阁决定并入岛根县，同年2月22日，第16任知事松永武吉上任後，发布公告明确其隶属关系（1903年岛根公告第40号）。
為紀念該公告發佈100週年，2005年3月16日，岛根县议會制定了《决定竹岛日的条例》，將每年的2月22日定为“竹岛日”。岛根县对此表示全力支持。

## 條例
設立竹島日的條例（平成17年3月25日島根縣条例第36号）
- 第1条 都道府縣、市町村和縣民將共同努力推動旨在早日確立竹島領土權利的運動，並設立竹島日，以提高公眾對竹島問題的認識。

（竹島の日）
- 第2条 竹島之日是2月22日。

（県の責務）
- 第3条 縣政府將努力採取必要的措施，以促進適合竹島日目的的活動。
- 附則 本條例自公佈日起施行

## 對立法的反應

### 日本
在日本，竹島日的設立並未影響到交流活動。
各個全国性报纸都呼吁韩国冷静应对，但每日新闻称，“破坏邦交正常化40年来建立的友好关系对两国人民不利。 朝日新闻稱该岛可能會成為兩國關係破壞的主要原因。 同一家报纸的另外一位主编也表示，竹岛如果能由日本和韩国共同管理就好了，但我认为韩国不会同意。与读卖新闻相反，它写道，"领土问题是与日本有关的根本问题，是国家的尊严。我们绝不能就此放棄。如果我们不激怒韩国，日本人民對這個關乎民族大義的事件的理解就不會加深。” 产经新闻称，随着“竹岛日”的制定令，很多人了解到田村等人留下的研究成果，进一步认识到竹岛在历史上和法律上都是日本领土。我想加深對支持日本对竹岛主张合法性的意见。韓國方面，有僧人登陆竹岛提出抗议，声称“独岛是韩国领土"。

2013年2月22日，由岛根县主办的第8届“竹岛日”纪念仪式舉行。多名縣議員參與。岛根县要求時任首相安倍晋三出席，但安倍政府在綜合考慮下，拒絕出席。考虑到與韩方的關係，其他部長的出席也被推迟。

### 韓國
在大韩民国，发生了反对制定这一“竹岛日”的暴力抗议运动。
2005年2月23日，朝日电视台首尔分社的韩国记者在記者會就“竹岛日”条例向驻韩大使高野典元提问。高野大使回答说，“我知道会发生这样的问题”，但“竹岛是日本的领土”。在韩国，只截取“竹岛是日本领土”的部分进行报道，引起强烈反响，最后导致强烈抗议，韓國方面甚至召见日本赴韓公使。
2005年3月16日，首尔市议员崔载裕到岛根县议会抗议。甚至有警察在議會入口附近發現一把切刀。。同日上午11时，庆尚北道议会在道议会前庭园举行了谴责日本侵占独岛领土的集会，并焚烧了面宽3米、高2米的日本國旗。同時，大邱市议会也通过了一项决议，称“日本政府应该向韩国受害者低头道歉。"
反对制定竹岛日条例的韩国政府宣布解除此前严格限制的游客登陆竹岛的禁令，3月28日，首批普通游客登陆竹岛。
2005年6月19日，庆尚南道马山市為表示反对竹岛日，稱1419年（應永26年）朝鮮王朝李従茂率大军攻克被视为日寇侵略根据地的对马岛。馬山市隨後颁布法令，将向对马岛出兵之日6月19日定为“对马岛日”。马山市声称在入侵后对马岛已被征服，但韩国政府要求马山市撤销该法令。2005年6月，庆尚北道颁布法令，将10月定为“独岛月”，並限制与日本的交流。
韓國外交通商部就2007年2月24日在岛根县举行的“竹岛日”纪念仪式发表声明:“强烈敦促立即废除该条例，停止对竹岛的不正当领土要求。”並宣布:“竹岛在历史、地理和国际上都是韩国独有的领土，我们不会容忍任何破坏其主权的企图。” 3月2日，江原道知事提到鸟取县厅设置了“竹岛是日本固有领土”的电子告示牌，并表示“领土问题是应该解决的问题”，在两国政府的国家层面來說。尽管如此，从两地友好与合作的角度来看，鸟取县的直接干预是非常令人遗憾的。”
然而，相對政府的激烈反應，大部分普通民眾則感覺這與自己毫不相關。2009年2月的一项调查显示，韩国60%的网民要么不知道2月22日被岛根县定为“竹岛日”，要么对此不感兴趣。